# Carabobo Fútbol Club
El Carabobo Fútbol Club es un club de fútbol profesional venezolano fundado Por Miguel Osorio López  con sede en Valencia, estado Carabobo. Actualmente juega en la Primera División de Venezuela y disputa sus partidos como local en el Estadio Polideportivo Misael Delgado.
Fue fundado el 26 de febrero de 1997 luego de que el
Valencia Fútbol Club de la misma ciudad diera un paso al costado y desapareciera. El color que identifica al club es el granate (Vinotinto).

## Historia

### Fundación y primeros años
A principios de 1997, el presente del fútbol profesional carabobeño era representado por el Valencia Fútbol Club. El equipo verdiblanco (fundado en 1964) vivió su época dorada en la década de los 70s, cuando bajo la dirección técnica de Walter Roque se proclamó campeón con gol del portero Mauro número 23 nacional de primera división en 1971, además de pasear por el contexto internacional al disputar tres Copa Libertadores en los años 1970, 1972 y 1974.
En medio de una crisis financiera y con una actualidad de escasos resultados deportivos, se abrió una ventana a la posibilidad de reorganizar al fútbol profesional carabobeño con aportes de la gobernación y varios entes públicos y privados que se vieron motivados a recuperar el fútbol profesional en el estado.
La iniciativa fue tomada por el presidente de la fundación Valencia Fútbol Club, quien convocó al consejo directivo y administrativo de la institución para decidir el futuro del cuadro perico.
Primeros entrenamientos del equipo. Jugadores atentos a las indicaciones del técnico Manolo Contreras y el asistente técnico Altair Arruda. Si bien Contreras era el Director Técnico, no dirigió ningún partido ese torneo y llegó en sustitución “Pepito” Hernández. a los primeros entrenamientos del equipo. Inicialmente la convocatoria fue hecha para el jueves 6 de febrero de 1997, según los estatutos de la institución el quórum requerido era de 45 personas, pero tan solo asistieron 22 y la reunión debió ser postergada. Luego de la fallida convocatoria, finalmente fue el miércoles 26 de febrero de 1997 en asamblea extraordinaria realizada en las instalaciones de la Villa Olímpica, cuando a partir de las 8 de la noche directivos, jugadores, entrenadores, periodistas, fundadores y personalidades ligadas al equipo se dieron cita para discutir el futuro del cuadro Valenciano. En medio de la incertidumbre del futuro de la escuadra regional, la plantilla de jugadores se mantuvo entrenando con una docena de jugadores en los terrenos de la Universidad de Carabobo, bajo las órdenes del director técnico, el tachirense Manuel "Manolo" Contreras.

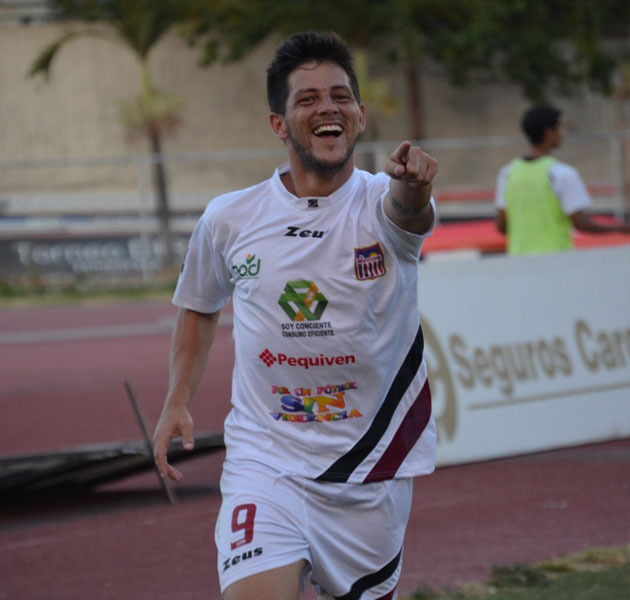
El delantero uruguayo Pablo Olivera fue pieza clave del granate en la temporada 2013-2014.

En la asamblea fueron discutidos los estados financieros del equipo, además de la propuesta hecha por el Ejecutivo Regional, Fundadeporte, y varios organismos de carácter públicos y privados de cambiar el nombre y la figura del equipo por el de Carabobo Fútbol Club. Los cerca de 40 asistentes a la reunión determinaron que los aportes prometidos por la gobernación y demás entidades era razón suficiente para sentenciar el cambio de denominación del equipo a partir del 26 de febrero.
El Carabobo Fútbol Club debutó en el fútbol profesional venezolano el 9 de marzo de 1997 al caer derrotado dos goles por cero ante el Nacional Táchira en San Cristóbal, encuentro correspondiente a la primera fecha del torneo de ascenso de la segunda división.
Luego de la derrota sufrida en el debut en el torneo de ascenso y permanencia, Carabobo debió regresar a Valencia para preparar su primer partido como local. Fue el 16 de marzo, cuando La Vinotinto regional recibió al Atlético Zamora en el Estadio Misael Delgado de Valencia.
El primer gol en la historia del club fue obra del colombiano José Luis Segura. Con la paridad sin goles en el marcador, al minuto 86 del partido Otto González envió un centro desde la banda izquierda para que el neogranadino José Luis Segura cabeceara la esférica al fondo de las redes y lograr la victoria y con ello, los primeros tres puntos del torneo.
Aquel equipo fue dirigido por José Julián "Pepito" Hernández, que a la postre, llevó al equipo al campeonato del mencionado torneo y el anhelado ascenso a la primera división.
Logra el ascenso a la Primera División de Venezuela el 18 de mayo de 1997 tras vencer al Monagas Sport Club con marcador de 5 goles por cero y quedar campeón del torneo de ascenso de la Segunda División de Venezuela.
Se nombró como Presidente de la Junta Administradora del equipo a José Miguel Méndez. Quien con sus buenos oficios logró el patrocinio en exclusividad por parte de Pirelli Venezuela. Según se cuenta dicha empresa, por medio de sus directivos Carlos Bianconi, Andrés Eloy Brizuela y Biglú Tinoco, aportó aproximadamente unos 250 millones de bolívares de los viejos para que se lograra la puesta en marcha del equipo. Se hablaba incluso de lograr un convenio con el Inter de Milán, ya que Pirelli posee una parte del paquete accionario, cosa que al final nunca se concretó. Pero podemos ver que había mucha ambición. En la presentación formal a la prensa realizada el 1 de agosto de 1997 se manifestó que la meta era lograr un cupo a la Copa Libertadores en su primer año de participación. Aportar una buena cantidad de jugadores a la selección nacional y tener la mejor cantera del país, aprovechando los lazos con la ACEFUC. En esa rueda de prensa se dio a conocer el color que distinguiría a el Carabobo. Vinotinto con ribetes blancos. Dichos colores fueron escogidos ya que representa tanto a las selecciones deportivas que representan al estado Carabobo en las diferentes competencias nacionales, como a los atletas estudiantes de la Universidad de Carabobo. Aunque hoy en día muchos seguidores lo identifican como el Granate, o la Vinotinto regional, fuimos presentados como El Equipo de los Goles. Esto debido a que se hizo mucho énfasis en el aspecto ofensivo a la hora conformar el cuerpo técnico y los primeros fichajes.
El Director Técnico designado para esta primera experiencia en la división de honor fue José Julián "Pepito" Hernández, quien dirigió una plantilla integrada por algunos jugadores de la selección nacional y refuerzos extranjeros brasileños surgidos de la cantera del Fluminense. Estos pioneros fueron: Vicente Rosales, Giuseppe Samele, José Robledo, Wilson Medina, Jorge Vergara, Luis Palacios, Altair Arruda, Jhoan Zamora, José Dudamel, Piter García, José Luis Jiménez, Walter Colina, Gabriel Rengel, José Hurtado, Otto González, Cesar Salazar, Edgar Villarroel, Rhonni Figuera, Arturo Parra, Juan Carlos Castellanos, Oscar Ramírez Calderón, Carlos Romero, Modesto González, Cesar Monsalve, Valnir Da Silva Medeiros "Pitinho", Christian Bayoi, Oswaldo Palencia, Andrew "Pochi" Páez, Fabio Maciel Da Silva y Cosme Batista.
Carabobo F.C. hizo su debut en el torneo Apertura 97 en la Primera División el día 3 de agosto del mencionado año ante Estudiantes de Mérida en el estadio Soto Rosa, consiguiendo la victoria un gol por cero. La anotación ocurrió en el minuto 27 del segundo tiempo. Cosme Batista entró por Cesar Salazar para buscar mayor ofensiva y recibió un centro dejado por Pitinho que remato a placer, dejando tendido al portero rival. Los protagonistas titulares de ese histórico día fueron: Vicente Rosales en la portería, Jiménez, Vergara, y Palacios en la defensa, Juan Carlos Castellanos, Fabio Maciel y Cesar Salazar en el medio campo, los carrileros Modesto sanchez y Carlos Romero y los atacantes Palencia y Pitinho. Cosme Batista ingresó por Salazar en el segundo tiempo. Para el día del debut como local en el Misael Delgado, la afición respondió masivamente y se registraron más de 3000 personas que poco se desanimó por la amenaza de lluvia presente. Se logró derrumbar el paradigma que al valenciano no le gusta el fútbol. Toda la tribuna principal y la popular se vistieron de Vinotinto para alentar al Carabobo. El invitado fue Llaneros de Guanare. Era el 10 de agosto de 1997 en la fecha 2 de aquel Torneo Apertura. El defensa Jorge Vergara logró anotar el gol de la victoria para delirio y fiesta en la tribuna. El Carabobo ganó 1-0 y el equipo hacía soñar a los aficionados que estaban para grandes cosas. Aquel primer torneo Apertura se cerró con una decorosa actuación, logrando terminar en el cuarto lugar de la tabla. Y aunque no logró el cupo a la Libertadores, dejó una grata sensación en la hinchada que respondió asistiendo consistentemente en los años posteriores con un promedio no menor de 2.000 personas por juego y topes de casi 5.000 contra nuestros acérrimos rivales Táchira, Aragua y Caracas.
Posteriormente descendimos en el torneo 2000 - 2001 para luego regresar a la división de honor a mediados del 2002 derrotando en partido de ida y vuelta al Portuguesa, contrario a lo que se llegó a pensar, la afición apoyó al equipo en esta tarea y La Universidad de Carabobo aportó 3 autobuses que partieron al estadio José Antonio Páez de Acarigua con la hinchada a apoyar al equipo aquel 26 de mayo de 2002. El partido terminó en empate a 1-1 y el club logró el ascenso. El viaje de regreso fue una fiesta y fueron recibidos en el campus universitario como héroes.
El Carabobo F.C. tuvo un nuevo traspié en el torneo 2011-2012 donde descendió nuevamente a la 2da División de Venezuela.

### Copa Sudamericana 2015
Luego de 8 años el Carabobo F.C. vuelve a un torneo internacional. esta vez, la Copa Sudamericana 2015 a la que había clasificado previamente en las ediciones 2004, 2006 y 2007 (todas las anteriores en fases previas). Esta vez clasificó por ser Finalista de la Serie Pre-Sudamericana y en primera fase enfrentó al Deportes Tolima de Colombia, quedando eliminado en definición por penales 1-3.

### Copa Libertadores 2017 y 2018
Por primera vez en su historia el Carabobo F.C. consiguió clasificar a la Copa Libertadores de América siendo el primero en la tabla acumulada de la Primera División de Venezuela consiguiendo 69 puntos y una participación histórica. Con la llegada Juan Domingo Tolisano al mando de la plantilla para el Clausura, el Carabobo F.C. consiguió duplicar los puntos obtenidos en el Torneo Apertura.
El Carabobo F.C. se enfrentó al Junior de Barranquilla quedando eliminado tras perder la ida 0-1 en el Misael Delgado y caer derrotado de nuevo 0-3 la vuelta en el Olímpico Jaime Morón
Tras un transpié en su primera edición 2017 en la Conmebol Libertadores, esta vez de la mano del colombiano Wilson Gutiérrez regresaría a la edición 2018 enfrentándose a Club Guaraní dónde consiguió su primera victoria en la historia en esta competición, con un resultado de 1-0 en la ida en el Estadio Metropolitano de Mérida. En la vuelta el equipo granate recibiría una abultada goleada por 6-0 en el estadio Defensores del Chaco quedando así eliminado con un global de 6-1.

### Campeón del Torneo Apertura 2024
En 2024 de la mano del director técnico español Diego Merino, el conjunto granate ganó el Torneo Apertura luego de vencer a Metropolitanos en la final. De esta manera, consiguió el primer título oficial en sus 27 años de historia. Debido a este logro, obtiene el pase a la Gran Final de la temporada para definir al campeón absoluto, además, consiguió cupo a la Copa Libertadores 2025.

## Afición
La hinchada del Carabobo FC es conocida como  Granadictos 24 o G24 se fundó en 2005 siendo considerada una de las mejores aficiones de Venezuela.
Estos se ubican en la Tribuna Popular del Polideportivo Misael Delgado de Valencia, además de acompañar al equipo en las distintas plazas de todo el país . Tienen una gran rivalidad con los fanáticos del Caracas Fútbol Club, Deportivo Táchira Fútbol Club y Aragua Fútbol Club. Los Granadictos 24 son reconocidos a nivel nacional e internacional por los peculiares recibimientos que le realizan al equipo, gracias a esto son reconocidos como la barra con los mejores espectáculos de pirotecnia en el país.

## Derbi
El granate juega un partido conocido como el "Clásico de la ARC" contra el Aragua FC. Este partido tiene la denominación de "Derbi" ya que los 2 clubes se encuentran ubicados en la zona central del país, lo cual aumenta la rivalidad entre ambas oncenas. Este derbi es de presenciar un gran ambiente futbolístico al menos cuando se juega en el Misael Delgado, además de que los encuentros entre aurirojos y granates ha venido creciendo abruptamente en intensidad, pasión, público presente y la adrenalina que se vive desde que el equipo de Maracay ascendió a Primera en 2005 y han chocado múltiples veces en partidos decisivos como en la fase eliminatoria de la Copa Venezuela y otros torneos pero actualmente no se realiza este derbi debido a que el Aragua FC se encuentra en la Liga Futve 2 (Segunda división de Venezuela). Recientemente, debido al crecimiento de Academia Puerto Cabello (Equipo del Municipio de Puerto Cabello, del Estado Carabobo quien también juega en la Primera División de Venezuela) se ha generado la costumbre de un "Derbi Regional" entre Carabobo FC y Academia Puerto Cabello.

### Historial total
| Competencia           | Partidos Jugados | Ganados Carabobo | Partidos Empatados | Ganados Aragua | Goles de Carabobo | Goles de Aragua |
| --------------------- | ---------------- | ---------------- | ------------------ | -------------- | ----------------- | --------------- |
| Primera División      | 25               | 8                | 11                 | 6              | 27                | 22              |
| Copa Venezuela        | 2                | 1                | 1                  | 0              | 2                 | 1               |
| CONMEBOL Sudamericana | 2                | 1                | 1                  | 0              | 1                 | 0               |
| Total                 | 29               | 10               | 13                 | 6              | 30                | 23              |

- Actualizado hasta el 30 de septiembre de 2017.

## Estadio

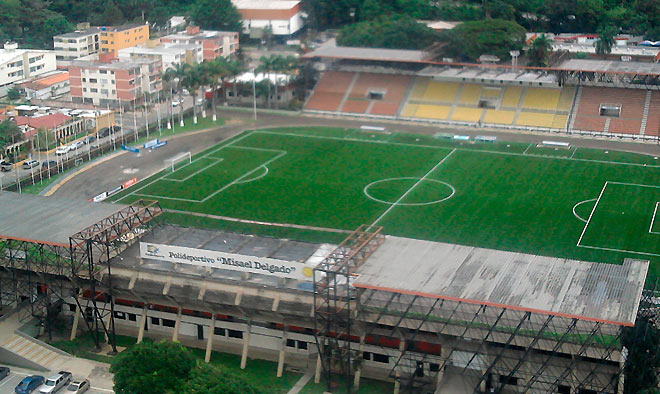
Vista del Polideportivo Misael Delgado.

El Polideportivo Misael Delgado es un estadio multipropósito ubicado en la ciudad de Valencia, estado Carabobo, en la parte centro norte de Valencia, que a pesar de ser una infraestructura relativamente pequeña es usada para diversas disciplinas deportivas. Su capacidad alcanza los 10.400 espectadores aproximadamente. El estadio fue inaugurado en 1964 con motivo de los juegos nacionales. En el año 2011 debido al mal estado del engramado se le hizo una remodelación y se le colocó Césped Sintético, además de acondicionamiento de las tribunas (Principal y Popular), para mayor comodidad del espectador, remodelación de los palcos de prensa y cabinas televisivas y radiales, y remodelación de baños, y colocación de los camerinos y vestuarios.

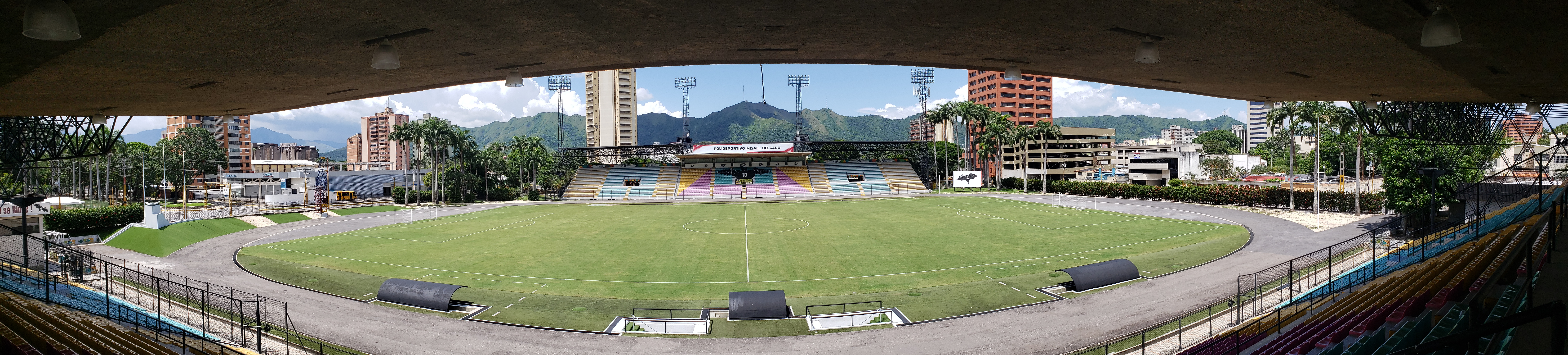
Vista panorámica del Polideportivo Misael Delgado desde el Palco de Prensa.

Vista panorámica del Polideportivo Misael Delgado desde la portería sur.

## Circuito Radial
Todos los partidos tanto de local como de visitante del Carabobo FC son transmitidos por el Circuito FM Granate, a través del canal de youtube
En la actualidad, el circuito de transmisión está conformado por: "Don" Luis Ortegano (Director General), Luis "Junior" Ortegano (Comentarista) Rafael Daniel Vásquez (Narrador), Angelica "Angi" Lugo (Host), Juan Alarcón (Productor) Ian Gonzales (RRSS), Sebastián Franco (Diseño Gráfico) y Helder Robles (Fotógrafo)

## Datos del club
- Temporadas en 1ª División: 25 (1997/98; 1998/99; 1999/00; 2000/01; 2002/03; 2003/04; 2004/05; 2005/06; 2006/07; 2007/08; 2008/09; 2009/10; 2010/11; 2011/12; 2013/14; 2014/15; 2015; 2016; 2017; 2018; 2019; 2020; 2021; 2022; 2023; 2024 y 2025).
- Temporadas en 2ª División: 3 (1996/97; 2001/02 y 2012/13).
- Mayor goleada conseguida:
  - En campeonatos nacionales:
  - Carabobo FC 7 - 2 Llaneros de Guanare FC (2000).
  - Carabobo FC 6 - 1 Mineros de Guayana (2023).
  - Carabobo FC 5 - 1 Aragua FC (2022).
  - Metropolitanos FC 0 - 5 Carabobo FC (2017).
  - En campeonatos internacionales:
  - Deportivo Italchacao 0-2 Carabobo FC (2004)
- Participaciones Internacionales:
  - En CONMEBOL Libertadores: 5. (2017; 2018; 2020; 2023 y 2025).
  - En CONMEBOL Sudamericana: 5. (2004; 2006; 2007; 2015 y 2024).

### Temporadas en Primera División
Temporadas disputadas por el Carabobo Fútbol Club en la Primera División Venezolana.
| Temporada | Pos° | JJ | JG | JE | JP | GF | GC | Dif | Pts | Fase                                      |
| --------- | ---- | -- | -- | -- | -- | -- | -- | --- | --- | ----------------------------------------- |
| 1997/98   | 7°   | 22 | 7  | 8  | 7  | 37 | 42 | -5  | 29  | Apertura/Clausura                         |
| 1998/99   | 8°   | 40 | 12 | 12 | 16 | 39 | 47 | -8  | 48  | Apertura/Clausura                         |
| 1999/00   | 7°   | 43 | 14 | 13 | 16 | 47 | 56 | -9  | 55  | Apertura/Clausura                         |
| 2000/01   | 3°   | 14 | 6  | 6  | 2  | 22 | 10 | 12  | 24  | Copa Bolivariana                          |
| 2000/01   | 10º  | 18 | 3  | 6  | 9  | 14 | 24 | -10 | 15  | Torneo Nacional                           |
| 2002/03   | 8°   | 34 | 9  | 12 | 13 | 31 | 43 | -12 | 39  | Apertura/Clausura                         |
| 2003/04   | 4°   | 36 | 14 | 8  | 14 | 46 | 45 | 1   | 50  | Apertura/Clausura                         |
| 2004/05   | 6°   | 36 | 8  | 18 | 10 | 44 | 47 | -3  | 42  | Apertura/Clausura                         |
| 2005/06   | 4°   | 36 | 14 | 12 | 10 | 54 | 46 | 8   | 54  | Apertura/Clausura                         |
| 2006/07   | 5°   | 36 | 10 | 16 | 10 | 34 | 37 | -3  | 46  | Apertura/Clausura                         |
| 2007/08   | 13º  | 34 | 10 | 9  | 15 | 32 | 41 | -9  | 39  | Apertura/Clausura                         |
| 2008/09   | 16º  | 34 | 9  | 8  | 17 | 36 | 55 | -19 | 34  | Apertura/Clausura                         |
| 2009/10   | 16º  | 34 | 6  | 13 | 15 | 32 | 52 | -21 | 49  | Apertura/Clausura                         |
| 2010/11   | 12º  | 34 | 10 | 12 | 12 | 42 | 39 | 3   | 45  | Apertura/Clausura                         |
| 2011/12   | 17º  | 34 | 6  | 11 | 17 | 31 | 42 | -11 | 29  | Apertura/Clausura                         |
| 2013/14   | 8º   | 34 | 14 | 7  | 13 | 47 | 42 | 5   | 49  | Apertura/Clausura                         |
| 2014/15   | 12º  | 34 | 9  | 13 | 12 | 44 | 44 | 0   | 40  | Apertura/Clausura                         |
| 2015      | 12º  | 19 | 4  | 11 | 4  | 16 | 16 | 0   | 23  | Adecuación                                |
| 2016      | 1º   | 38 | 20 | 9  | 9  | 63 | 39 | 24  | 69  | Apertura/Clausura                         |
| 2016      | -    | 2  | 0  | 1  | 1  | 0  | 3  | -3  | 1   | Liguilla TC                               |
| 2017      | 1º   | 34 | 19 | 9  | 6  | 63 | 25 | 39  | 66  | Apertura/Clausura                         |
| 2017      | -    | 8  | 3  | 3  | 2  | 6  | 3  | 3   | 12  | Liguilla TA/TC                            |
| 2018      | 9º   | 34 | 13 | 11 | 10 | 42 | 35 | 7   | 50  | Apertura/Clausura                         |
| 2018      | –    | 4  | 1  | 2  | 1  | 5  | 4  | 1   | 5   | Liguilla TA                               |
| 2019      | 3°   | 37 | 19 | 8  | 10 | 58 | 41 | 17  | 65  | Apertura/Clausura                         |
| 2019      | –    | 4  | 2  | 1  | 1  | 5  | 4  | 1   | 7   | Liguilla TA                               |
| 2020      | 9º   | 16 | 0  | 6  | 10 | 14 | 35 | -21 | 6   | Fase de Grupos (Gr. A)                    |
| 2021      | 6º   | 24 | 8  | 7  | 9  | 28 | 28 | 0   | 31  | Fase Clasificatoria (Grupo Central)       |
| 2022      | 4º   | 30 | 11 | 13 | 6  | 36 | 22 | 14  | 46  | Fase Regular                              |
| 2022      | 3º   | 6  | 2  | 1  | 3  | 8  | 8  | 0   | 7   | Fase Final                                |
| 2023      | 5°   | 28 | 11 | 12 | 5  | 35 | 21 | 14  | 45  | Fase Regular                              |
| 2024      | 4°   | 26 | 10 | 11 | 5  | 30 | 22 | 8   | 41  | Apertura/Clausura                         |
| 2024      | -    | 16 | 8  | 6  | 2  | 24 | 12 | 12  | 30  | Liguilla TA/TC - Final TA/TC - Gran Final |

- Actualizado hasta el 15 de Abril de 2025

### Temporadas en Segunda División
Temporadas disputadas por el Carabobo Fútbol Club en la Segunda División Venezolana
| Temporada | Pos° | JJ | JG | JE | JP | GF | GC | +/- | Ptos | Fase                            |
| --------- | ---- | -- | -- | -- | -- | -- | -- | --- | ---- | ------------------------------- |
| 1996/97   |      |    |    |    |    |    |    |     |      | Apertura/Clausura               |
| 2001/02   | 2°   | 26 | 16 | 4  | 6  | 51 | 23 | 28  | 52   | Apertura/Clausura               |
| 2001/02   | 1º   | 2  | 1  | 1  | 0  | 3  | 2  | 1   | 4    | Promoción y Relegación          |
| 2012/13   | 1º   | 18 | 11 | 3  | 4  | 41 | 21 | 20  | 36   | Grupo Occidental - Primera Fase |
| 2012/13   | 2º   | 18 | 10 | 5  | 3  | 29 | 15 | 14  | 35   | Torneo Ascenso                  |

- Actualizado hasta el 26 de mayo de 2013

### Participaciones en Copa Venezuela
Participación del Carabobo Fútbol Club en la Copa Venezuela
| Año  | Primera Fase | Primera Fase | Primera Fase | Primera Fase | Segunda Fase          | Segunda Fase | Segunda Fase | Segunda Fase        | Octavos de Final      | Octavos de Final | Octavos de Final | Octavos de Final    | Cuartos de Final  | Cuartos de Final | Cuartos de Final | Cuartos de Final | Semi-Final     | Semi-Final   | Semi-Final   | Semi-Final          | Final | Final | Final  | Final  |
| Año  | VS           | Ida          | Vuelta       | Global       | VS                    | Ida          | Vuelta       | Global              | VS                    | Ida              | Vuelta           | Global              | VS                | Ida              | Vuelta           | Global           | VS             | Ida          | Vuelta       | Global              | VS    | Ida   | Vuelta | Global |
| ---- | ------------ | ------------ | ------------ | ------------ | --------------------- | ------------ | ------------ | ------------------- | --------------------- | ---------------- | ---------------- | ------------------- | ----------------- | ---------------- | ---------------- | ---------------- | -------------- | ------------ | ------------ | ------------------- | ----- | ----- | ------ | ------ |
| 2007 | -            | -            | -            | -            | UCLA                  | Visita (1-2) | -            | (1-2)               | Caracas FC            | Local (1-1)      | Visita (2-0)     | (3-1)               | -                 | -                | -                | -                | -              | -            | -            | -                   | -     | -     | -      | -      |
| 2008 | -            | -            | -            | -            | Estrella Roja         | Visita (1-4) | Local (1-0)  | (1-5)               | Unefa CF              | Visita (0-1)     | Local (1-1)      | (1-2)               | Atlético El Vigía | Local (3-1)      | Visita (3-0)     | (3-4)            | -              | -            | -            | -                   | -     | -     | -      | -      |
| 2009 | -            | -            | -            | -            | Yaracuyanos FC        | Local (2-0)  | Visita (4-0) | (2-4)               | -                     | -                | -                | -                   | -                 | -                | -                | -                | -              | -            | -            | -                   | -     | -     | -      | -      |
| 2010 | -            | -            | -            | -            | Tucanes de Amazonas   | Visita (1-2) | -            | (1-2)               | Real Esppor           | Visita (1-1)     | Local (2-0)      | (1-3)               | Real Bolívar      | Local (4-0)      | Visita (3-2)     | (6-2)            | Zamora FC      | Visita (1-0) | Local (1-0)  | (1-1) Penales (6-7) | -     | -     | -      | -      |
| 2011 | -            | -            | -            | -            | Yaracuyanos FC        | Local (1-0)  | Visita (1-2) | (3-1)               | Lotería del Táchira   | Local (2-0)      | Visita (2-3)     | (5-2)               | Atlético El Vigía | Local (1-0)      | Visita (4-0)     | (1-4)            | -              | -            | -            | -                   | -     | -     | -      | -      |
| 2012 | -            | -            | -            | -            | Yaracuyanos FC        | Local (2-2)  | Visita (1-0) | (2-3)               | -                     | -                | -                | -                   | -                 | -                | -                | -                | -              | -            | -            | -                   | -     | -     | -      | -      |
| 2013 | -            | -            | -            | -            | Estudiantes de Mérida | Local (0-0)  | Visita (5-0) | (5-0)               | -                     | -                | -                | -                   | -                 | -                | -                | -                | -              | -            | -            | -                   | -     | -     | -      | -      |
| 2014 | -            | -            | -            | -            | Yaracuyanos FC        | Local (0-1)  | Visita (2-0) | (0-3)               | Aragua FC             | Local (1-0)      | Visita (1-1)     | (2-1)               | Deportivo Táchira | Local (2-0)      | Visita (0-0)     | (2-0)            | Trujillanos FC | Visita (0-0) | Local (1-1)  | (1-1)               | -     | -     | -      | -      |
| 2015 | -            | -            | -            | -            | Academia Pto. Cabello | Visita (3-1) | Local (3-1)  | (4-4) Penales (2-4) | Llaneros de Guanare   | Local (4-1)      | Visita (1-0)     | (5-1)               | Zamora FC         | Visita (1-1)     | Local (2-1)      | (3-2)            | ACD Lara       | Local (6-5)  | Visita (2-1) | (7-7)               | -     | -     | -      | -      |
| 2016 | -            | -            | -            | -            | Yaracuyanos FC        | Visita (1-0) | Local (0-0)  | (1-0)               | -                     | -                | -                | -                   | -                 | -                | -                | -                | -              | -            | -            | -                   | -     | -     | -      | -      |
| 2017 | -            | -            | -            | -            | UA Falcón             | Visita (0-0) | Local (3-0)  | (0-3)               | ACD Lara              | Local (1-0)      | Visita (0-1)     | (1-1) Penales (4-3) | Zamora FC         | Local (1-2)      | Visita (2-1)     | (2-4)            | -              | -            | -            | -                   | -     | -     | -      | -      |
| 2018 | -            | -            | -            | -            | Yaracuyanos FC        | Visita (1-0) | Local (3-0)  | (1-3)               | Yaracuy FC            | Visita (2-2)     | Local (0-0)      | (2-2)               | Zulia FC          | Visita (1-1)     | Local (2-2)      | (3-3)            | -              | -            | -            | -                   | -     | -     | -      | -      |
| 2019 | -            | -            | -            | -            | Atlético Furrial      | Visita (4-0) | Local (3-1)  | (7-1)               | Estudiantes de Mérida | Visita (0-0)     | Local (0-0)      | (0-0) Penales (4-1) | Zamora F.C.       | Visita (1-2)     | -                | -                | -              | -            | -            | -                   | -     | -     | -      | -      |

- Actualizado hasta el 17 de octubre de 2019

### Participaciones Internacionales
Temporadas disputadas por el Carabobo Fútbol Club en torneos internacionales.
| Competición           | Pos° | JJ | JG | JE | JP | GF | GC | Dif | Pts | Fase Final      |
| --------------------- | ---- | -- | -- | -- | -- | -- | -- | --- | --- | --------------- |
| Sudamericana 2004     | -    | 4  | 1  | 1  | 2  | 4  | 8  | -4  | 4   | Segunda fase    |
| Sudamericana 2006     | -    | 2  | 0  | 0  | 2  | 1  | 6  | -5  | 0   | Primera fase    |
| Sudamericana 2007     | -    | 2  | 0  | 0  | 2  | 0  | 5  | -5  | 0   | Fase preliminar |
| Pre-Sudamericana 2011 | -    | 2  | 0  | 0  | 2  | 0  | 4  | -4  | 0   | Primera ronda   |
| Pre-Sudamericana 2014 | -    | 4  | 1  | 2  | 1  | 3  | 1  | 2   | 5   | Segunda ronda   |
| Sudamericana 2015     | -    | 6  | 2  | 3  | 1  | 2  | 1  | 1   | 9   | Primera Fase    |
| Libertadores 2017     | -    | 2  | 0  | 0  | 2  | 0  | 4  | -4  | 0   | Segunda Fase    |
| Libertadores 2018     | -    | 2  | 1  | 0  | 1  | 1  | 6  | -5  | 3   | Segunda Fase    |
| Libertadores 2020     | -    | 2  | 0  | 1  | 1  | 1  | 2  | -1  | 1   | Primera Fase    |
| Libertadores 2023     | -    | 2  | 0  | 1  | 1  | 1  | 3  | -2  | 1   | Primera Fase    |
| Sudamericana 2024     | -    | 1  | 0  | 1  | 0  | 1  | 1  | 0   | 0   | Fase Preliminar |
| Libertadores 2025     | -    | 6  | 0  | 1  | 5  | 2  | 13 | -11 | 1   | Fase de Grupos  |

- Actualizado hasta el 15 de Abril de 2025.

## Uniforme
Tradicionalmente el Carabobo FC utiliza camiseta granate, pantalones negros o blancos y medias blancas, y la casa visitante de blanco o azul siempre con decoraciones granates o blancas, según sea el uniforme. La actual (2025) de indumentaria del club comprende los patrones de colores:
Uniforme Principal: Camiseta granate, pantalón negro y medias negras.
Uniforme Alternativo: Camiseta blanca, pantalón blanco, y medias blancas.
Tercer Uniforme: Camiseta verde pantalón blanco y medias blancas.

## Indumentaria
| Indumentaria | Indumentaria     |
| Periodo      | Indumentaria     |
| ------------ | ---------------- |
| 2004 - 2007  | Topper           |
| 2007 - 2008  | Lotto            |
| 2008 - 2009  | Topper           |
| 2010         | Deportes Vergara |
| 2011         | Uhlsport         |
| 2011 - 2012  | Runic            |
| 2012 - 2013  | Puma             |
| 2013         | RS               |
| 2014         | Zeus Sport       |
| 2014 - 2015  | Givova           |
| 2016 - 2020  | Adidas           |
| 2020 - 2022  | Jegold           |
| 2023 - 2024  | New Arrival      |
| 2025         | Runic            |

## Plantilla

### Cuerpo Técnico 2025
| Cuerpo Técnico Temporada 2025 | Cuerpo Técnico Temporada 2025 | Cuerpo Técnico Temporada 2025 | Cuerpo Técnico Temporada 2025 |
| Rol                           | Nombre                        |                               |                               |
| ----------------------------- | ----------------------------- | ----------------------------- | ----------------------------- |
| Director Técnico              | Daniel Farias                 |                               |                               |
| Asistente Técnico             | Cesar Marcano                 |                               |                               |
| Preparador Físico             | William Lira                  |                               |                               |
| Preparador de Arqueros        | Kevin González                |                               |                               |
| Fisioterapeuta                | Juan José Castillo            |                               |                               |
| Médico                        | Marian Rodríguez              |                               |                               |
| Delegado de Campo             | Ruben Ali Coronel             |                               |                               |
|                               |                               |                               |                               |

### Fichajes 2025
| Altas | Altas                | Altas                    | Altas          | Altas            | Altas             |
| •     | Nac.                 | Jugador                  | Posición       | Procedencia      | Tipo              |
| ----- | -------------------- | ------------------------ | -------------- | ---------------- | ----------------- |
|       | Bandera de Venezuela | Diego Osío               | Defensa        | Real Cartagena   | Carta de libertad |
|       | Bandera de Argentina | Ezequiel Neira           | Defensa        | Gimnasia y Tiro  | Carta de libertad |
|       | Bandera de Colombia  | Cristian Cañozales       | Delantero      | Always Ready     | Carta de libertad |
|       | Bandera de Argentina | Matías Núñez             | Centrocampista | Rampla Juniors   | Carta de libertad |
|       | Bandera de Colombia  | Joshuan Berríos          | Delantero      | Cerro            | Carta de libertad |
|       | Bandera de Uruguay   | Norman Rodríguez Olivera | Defensa        | River Plate      | Carta de libertad |
|       | Bandera de Venezuela | Pablo Bonilla            | Delantero      | UCV              | Carta de libertad |
|       | Bandera de Colombia  | Flabián Londoño          | Delantero      | Patriotas Boyacá | Carta de libertad |
|       | Bandera de Venezuela | Carlos Ramos             | Centrocampista | Bandera de ?     | Agente libre      |
|       |                      |                          |                |                  |                   |

| Bajas | Bajas                | Bajas              | Bajas          | Bajas                 | Bajas             |
| •     | Nac.                 | Jugador            | Posición       | Destino               | Tipo              |
| ----- | -------------------- | ------------------ | -------------- | --------------------- | ----------------- |
|       | Bandera de Venezuela | José Balza         | Delantero      | Deportivo Tachira     | Agente libre      |
|       | Bandera de Venezuela | Santiago Rodríguez | Delantero      | Estudiantes de Mérida | Carta de libertad |
|       | Bandera de Argentina | Francisco Apaolaza | Delantero      | Antigua               | Carta de libertad |
|       | Bandera de Venezuela | Carlos Lujano      | Defensa        | Rayo Zuliano          | Agente libre      |
|       | Bandera de Venezuela | Erickson Gallardo  | Delantero      | Monagas               | Carta de libertad |
|       | Bandera de Venezuela | Luis Mago          | Defensa        | Caracas               | Carta de libertad |
|       | Bandera de Venezuela | Edilmer Chacón     | Defensa        | Zamora                | Carta de libertad |
|       | Bandera de Venezuela | Francisco Flores   | Centrocampista | Deportivo La Guaira   | Carta de libertad |
|       | Bandera de Venezuela | Thomas Riveros     | Guardameta     | Monagas               | Carta de libertad |
|       | Bandera de Venezuela | Harrison Contreras | Centrocampista | Puerto Cabello        | Carta de libertad |
|       | Bandera de Venezuela | Richard Blanco     | Delantero      | Rayo Zuliano          | Carta de libertad |
|       |                      |                    |                |                       |                   |

## Palmarés
Nota: Indicador del récord del torneo 
Torneos nacionales (1)
| Competición nacional                | Títulos | Subcampeonatos    |
| ----------------------------------- | ------- | ----------------- |
| Primera División de Venezuela (0/1) |         | 2024.             |
| Torneo Apertura (1/0)               | 2024.   |                   |
| Torneo Clausura (0/1)               |         | 2024.             |
| Segunda División de Venezuela (0/2) |         | 2001-02, 2012-13. |

## Participaciones internacionales
| Torneo                | Ediciones                      |
| --------------------- | ------------------------------ |
| Copa Sudamericana (5) | 2004, 2006, 2007, 2015 y 2024. |
| Copa Libertadores (5) | 2017, 2018, 2020, 2023 y 2025  |

## Distinciones Individuales

### Máximo Goleadores Históricos
| #   | Nombre          | Goles |
| --- | --------------- | ----- |
| 1.º | Daniel Delfino  | 58    |
| 2.º | Aquiles Ocanto  | 56    |
| 3.º | Cristian Novoa  | 34    |
| 4.º | Tommy Tobar     | 34    |
| 5.º | Eduard Bello    | 24    |
| 6.º | Edson Tortolero | 23    |
| 7.º | Kevin Viveros   | 21    |

- Actualizado hasta el 2 de Junio de 2025.[3]

#### Goleadores en campeonatos nacionales
| Año                                   | Jugador                 | Goles |
| ------------------------------------- | ----------------------- | ----- |
| Primera División de Venezuela 1997/98 | José Luis Dolgetta      | 22    |
| Primera División de Venezuela 2004-05 | Daniel Delfino          | 19    |
| Copa Venezuela 2008                   | Rodrigo Prieto          | 5     |
| Copa Venezuela 2010                   | Andrés Buelvas          | 3     |
| Segunda División de Venezuela 2012-13 | Alfredo Padilla         | 15    |
| Primera División de Venezuela 2022    | Kevin Viveros Rodallega | 18    |

### Entrenador del año
- Diego Merino: (Primera División de Venezuela 2024)

### Jugadores destacados que pasaron por la institución
```
 
Antonio Steimbach

 
Aquiles Ocanto

 
Daniel Delfino

 
Leopoldo Jiménez

 
José Luis Dolgetta

 
Edson Tortolero

 
Eduard Bello

 
Vicente Rosales

 
Álex Salazar

 
Leonardo Morales

 
Gustavo González

 
Cristian Novoa

 
Tommy Tobar

 
Carlos "Mono" Suárez

 
Harrison Contreras

 
Kevin Viveros Rodallega

 
Lucas Bruera
```

## Fútbol femenino
Es un equipo de fútbol profesional Venezolano a nivel femenino y actualmente participa en la Liga Futve Fememnina, torneo equivalente a la máxima división del fútbol femenino en Venezuela.

## Categorías menores
El equipo cuenta con canteras para edades comprendidas entre los 13 y los 21 años de edad, esta instancia se denomina "La Fabrica Granate" 
La cantera granate es conocida como una de las mejores del país con una gran producción de jugadores talentosos quienes se logran afianzar dentro del fútbol local de buena manera y son llamados a módulos, partidos y competiciones de las Selecciones inferiores (Sub-15, Sub-17 y Sub-20) del país frecuentemente.